# لوسی (بازیکن فوتبال)
لوسی (انگلیسی: Luci؛ زادهٔ ۱۷ اوت ۱۹۷۲) بازیکن فوتبال اهل اسپانیا است.
از باشگاه‌هایی که در آن بازی کرده‌است می‌توان به باشگاه فوتبال رکریتیوو اوئلوا اشاره کرد.